# Embiomyia australis
Embiomyia australis är en tvåvingeart som beskrevs av Aldrich 1934. Embiomyia australis ingår i släktet Embiomyia och familjen parasitflugor. Inga underarter finns listade i Catalogue of Life.